# تأثیر زبان فارسی بر زبان ترکی
زبان ترکی آذربایجانی شاید پس از زبان ازبکی دومین زبان از زبان‌های ترکی باشد که بیشترین تأثیر را از فارسی گرفته است. این تأثیر بیشتر در واج‌شناسی، مجموعه واژگان و ساختار بوده است و به صورت کمتر در صرف این زبان بوده است. تأثیر عناصر زبان‌های ایرانی بر اغوزی از آسیای میانه آغاز شده است. زبان فارسی در دوره‌ای طولانی زبان رسمی دربار سلاطین عثمانی بوده است. دیداری کوتاه و گذرا از موزه‌های ترکیه و حتی گذر از مناطق قدیمی و آثار تاریخی شهرهای این کشور، که مملو از خط و زبان فارسی است، نشان می‌دهد که این زبان تا چه پایه در این کشور رایج بوده است. علاقه بسیاری از ترک‌ها به ادبیات فارسی و عربی یکی از دلایل ورود زبان فارسی به ترکیه بود و تأثیر بسیاری بر این سرزمین گذاشت. ازآن جایی که ترکیه کشوری مسلمان بود، دین بانی ورود ۶۴۶۳ واژه از عربی به ترکی شده است 
و بسیاری از واژه‌هایی که در نوشتن شعر و نثر ترکی به کار برده می‌شوند، از فارسی گرفته شده‌اند. آن‌هم شاید به سبب آسانی زبان فارسی باشد. رفعت یالچین فارغ‌التحصیل ادبیات فارسی و استاد بازنشسته درس‌های عثمانی گفته است بسیاری از واژه‌های ترکی از فارسی گرفته شده‌اند.
به تازگی زبان‌شناس دیگری عضو هیئت علمی دانشگاه گالاتاسرای ترکیه در نشست «جایگاه استانبول در تاریخ جهان» در نمایشگاه بین‌المللی کتاب به نام پرفوسور ایلبر اورتایلی گفت: ۴۰ درصد از واژگان ترکی برگرفته از زبان فارسی است.
در سال ۱۴۰۲ عثمان مرت سرپرست بنیاد زبان ترک نیز گفت: که زبان ترکی از زبان فارسی بسیار برهمکنش پذیرفته، و ریشه بسیاری از واژگان ترکی از زبان فارسی گرفته شده است

## تأثیر نحوی
جمله‌های مرکب در ترکی تحت تأثیر زبان فارسی تغییر بنیادینی کرده است. خیلی از حروف ربط در زبان ترکی آذربایجانی از پارسی وام گرفته شده است :ü (و) ve(و)، ya (یا)، əgər(اگر)، çünki(چونکه), gah . . . gah(گه گاه)، həm(هم، نیز)، həmçinin(همچنین)، hərçənd(هرچند)، hərgah(هرگاه)، nə . . . nə(نه .. نه/neither), nəinki،(نه اینکه)، yaniki(یعنی که)، yaxud(یا)، zira(زیرا)، bəlkə(بلکه)، həmişə(همیشه)، məgər(مگر).
بیشتر این حروف ربط با توجه ساختار متفاوت ترکی، در ترکی وجود ندارند و برخی هم وجود دارند اما به صورت مستقل نمی‌توانند بکار روند و تنها در جمله یا عبارت مرکب به انتهای فعل یا اسم می‌چسبند. به عنوان مثال در ترکی نمی‌توانید بگویید اگر الف و ب (if a and b) چرا که حرف ربط «و» وجود ندارد و همچنین معادل حرف ربط «اگر» در ترکی (سه) فقط به انتهای فعل می‌چسبد. به همین دلایل زبان ترکی عثمانی، ازبکی، ترکی آذری تحت تأثیر زبان فارسی تغییرات بنیادینی زیادی کرده است؛ مانند نمونه‌های زیر در زبان ترکی آذربایجانی:
- حرف ربط که (که به صورت کی در ترکی به کار می‌رود):
  - ترکی با حرف ربط فارسی: بیلیرسن کی، حسن هاردا ایشلیر؟
  - ترکی بدون حرف ربط فارسی: حسنین هاردا ایشلدیگینی بیلیرسن می؟
  - ترجمه: میدانی[که] حسن کجا کار می‌کند؟
  - ترکی با حرف ربط فارسی: بو دولمانی کی گؤرورسن، منیم ننه م پیشیریب.
  - ترکی بدون حرف ربط فارسی: گؤردوگون دولمانی منیم ننه م پیشیریب.
  - ترجمه: این دلمه‌ای را که می‌بینی، مادر من پخته است.
- حرف ربط چونکه (که به صورت چونکی در ترکی بکار می‌رود):
  - ترکی با حرف ربط فارسی: هئچ ذات دئمه دی چونکی بیلیردی هئچ کس اونا اینانمایاجاق.
  - ترکی بدون حرف ربط فارسی: هئچ کسین اونا اینانمایاجاغینی بیلدیگی اوچون هئچ نه دئمه دی.
  - ترجمه: چیزی نگفت چونکه می‌دانست کسی او را باور نخواهد کرد.
- حرف ربط اگر:
  - ترکی با حرف ربط فارسی: اگر حسن بیله، گئدرم
  - ترکی بدون حرف ربط فارسی: حسن بیلسه، گئدرم
  - ترجمه: اگر حسن بداند، می‌روم
- حرف ربط و:
  - ترکی با حرف ربط فارسی: من حسن و حسینه تانیرام
  - ترکی بدون حرف ربط فارسی: من حسنینن حسینی تانیرام
  - ترجمه: من حسن و حسین را می‌شناسم.

## تأثیر صرفی
- پسوندهای زیادی از فارسی در زبان ترکی هست مانند -باز، دان، دار، ی، کار، کش، پرست، ستان، خانه و …
- پیشوندهایی مانند بی-، به- و نه- هنوز در واژه سازی زبان ترکی استفاده می‌شوند. اگرچه در زبان ترکی عثمانی به کرات استفاده می‌شده اما اخیراً استفاده از عناصر فارسی را محدود و ممنوع کرده‌اند.
- بسیاری از گویش‌های ترکی از تر وترین پارسی برای ساختن صفت همسنجشی استفاده می‌کنند.

## تأثیر ریخت‌شناسی
از نگاه ریخت‌شناسی یا مورفولوژی: کاربرد بسیاری از پسوندهای فارسی، مانند -باز، ستان، دار، دان، پرست، کار، گر و پیشوندهای فارسی مانند بی-، با- و نا- مانند «قماربار»، «همکار»، «بی‌ادب» یا «نامرد.» کاربرد وجه التزامی مشابه فارسی مانند «آلام» بجای «آلسام» (؟) (بخرم) که بنظر می‌رسد مخصوص ترکی آذری ایران باشد. در صفت تفضیلی و عالی پرهیز از ادات «داها» و «ان» (تر، ترین)، مانند «بو اوندان یاواشدی» بجای «بو اوندان داها یاواشدیر» (این از آن آهسته‌تر است) و «لاپ گؤزل طبیعت» بجای «ان گؤزل طبیعت» (زیباترین طبیعت). با توجه به اینکه درترکی استانبولی زمان حال کامل (ماضی نقلی) وجود ندارد برخی احتمال‌های زیادی می‌دهند که صرف ماضی نقلی مانند «گلمیشم» یا «گلیپسن» (آمده‌ام، آمده‌ای) که در ترکی ترکیه موجود نیست، نتیجهٔ تأثیر فعل ماضی نقلی در زبان فارسی است.

## تأثیر واژگانی
زبان ترکی آذربایجانی مانند سایر زبان‌های ترکی از لحاظ واژه تحت تأثیر فارسی قرار گرفته است و وام‌واژه‌هایی از فارسی وارد این زبان شده‌اند. برای نمونه:
- واژگانی: asan(آسان)، bar(بار، میوه)، cavan(جوان)، girdə (گرد)، kar(کر، ناشنوا)، köhnə(کهنه)، küçə(کوچه)، mis(مس)، payız(پاییز)، şənbə(شنبه), turş(ترش)، dost(دوست)، ruzi(روزی)، بایرام (پدرام)[۹] و…
- اصطلاحات: xahiş edirəm (خواهش می‌کنم)، güzəşt elə (گذشت کن)، xudahafiz (خداحافظ)، ...
- گرته برداری: xoş gəl (خوش آمد).
- ضمایر: hər (هر)، hərkəs (هر کس)، heç (هیچ)، həmin (همین) و …